# Терористка (фільм)
«Терористка» — радянський художній фільм-кримінальна драма 1991 року, знятий кінокомпанією «Русь».

## Сюжет
Пустивши в дім промоклу молоду жінку, Віктор не підозрював, що її візит — не випадковість, і не міг уявити собі, чим все це закінчиться…

## У ролях
- Євгенія Добровольська — дівиця
- Валентин Гафт — Віктор
- Володимир Ільїн — Рудольф
- Ніна Тер-Осіпян — стара
- Дальвін Щербаков — Жигін
- Любов Поліщук — Ольга
- Володимир Кузнецов — співробітник НКВС
- Володимир Бадов — міліціонер

## Знімальна група
- Режисер — Станіслав Раздорський
- Сценарист — Олена Раздорський
- Оператор — Леонід Казаков
- Композитор — Шандор Каллош
- Художник — Віктор Власьков
- Продюсери — Юрій Косарьков, Тетяна Реброва